# Carl August Endler
Carl August Endler (* 17. Dezember 1893 in Rostock; † 19. Juli 1957 in Oldenburg) war ein deutscher Historiker und Archivar.
Carl August Endler wurde als Kaufmannssohn in Rostock geboren und besuchte von 1903 bis 1912 das Gymnasium seiner Vaterstadt. Unterbrochen durch Wehrdienst im Ersten Weltkrieg studierte er 1912–1914 und 1918–1919 Geschichte und Geographie in Rostock, Leipzig und Marburg. Er war seit Beginn des Studiums 1912 Mitglied der Burschenschaft Redaria Rostock. 1920 wurde er in Rostock zum Dr. phil. promoviert und fand nach dem obligatorischen Seminar- und Probejahr 1921 eine Anstellung als Gymnasiallehrer am Realgymnasium Rostock. Ab 1922 war Endler wissenschaftlicher Hilfsarbeiter im Hauptarchiv Neustrelitz, 1926 Archivar, 1927 Archivrat. Als Nachfolger von Hans Witte wurde er 1932 bis 1934 Leiter des Hauptarchivs, der Bücherei und des Landesmuseums in Neustrelitz.
Nach der Wiedervereinigung von Mecklenburg war Endler verantwortlich für die Überführung der Neustrelitzer Archivbestände nach Schwerin und folgte 1935 einer Berufung als Staatsarchivrat ans Geheime und Hauptarchiv Schwerin. In Schwerin war Endler in Zusammenarbeit mit Richard Wossidlo maßgeblich am Aufbau des Mecklenburgischen Bauernmuseums beteiligt. Ab 1938 war er Direktor der Mecklenburgischen Landesbibliothek in Schwerin. Im August 1939 wurde Endler als Offizier der Wehrmacht einberufen, den Krieg machte er bis zum Ende mit – zuletzt als Oberstleutnant. 1945 wurde er wegen nationalsozialistischer Belastung in Schwerin dienstentlassen. Seit 1934 war Carl August Endler Mitglied der Sturmabteilung, 1937 folgte die Mitgliedschaft in der NSDAP. Wie sein Vorgänger Hans Witte galt Endler als aktiver Nationalsozialist.
Endler übersiedelte nach seiner Entlassung nach Oldenburg.
Seit 1922 war er mit Anna Eckermann verheiratet und hatte zwei Söhne.

## Schriften (Auswahl)
- Hofgericht, Zentralverwaltung und Rechtsprechung der Räte in Mecklenburg im 16. Jahrhundert. In: Mecklenburg-Strelitzer Geschichtsblätter, Bd. 1 (1925), S. 118-155 (Dissertation Universität Rostock 1920).

- (mit Johann Ulrich Folkers): Das mecklenburgische Bauerndorf. Hinstorff, Rostock 1930.
- Geschichte der Landeshauptstadt Neustrelitz 1733- 1933. Hinstorff, Rostock 1933 (Reprint: Lenover, Neustrelitz 1995).
- Die bäuerliche Bevölkerung Mecklenburgs vor dem 30jährigen Krieg. Hermes, Hamburg 1934.
- Die Geschichte des Landes Mecklenburg-Strelitz. Hermes, Hamburg 1935.
- (mit Edmund Albrecht): Mecklenburgs familiengeschichtliche Quellen. Hamburg 1936.
- (Bearb.): Mecklenburgische Bauernlisten des 15. und 16. Jahrhunderts. Bd. 3: Die Ämter Feldberg, Fürstenberg, Strelitz und Wesenberg mit den Komtureien Mirow und Nemerow und dem Kloster Wanzka. Bärensprung, Schwerin 1941.
- (Bearb.): Steuerlisten mecklenburgischer Bauerndörfer des 15. und 16. Jahrhunderts. Amt Gadebusch mit Kloster Rehna (= Schriften zur mecklenburgischen Geschichte, Kultur und Landeskunde, Bd. 2,1). Böhlau, Köln 1978, ISBN 3-412-01678-0.